# چیکولا (روسیه)
چیکولا (به لاتین: Chikola) یک منطقهٔ مسکونی در روسیه است که در اوستیای شمالی-آلانیا واقع شده‌است. چیکولا ۶۷۰ متر بالاتر از سطح دریا واقع شده‌است.